# Prasinocyma rubrimacula
Prasinocyma rubrimacula är en fjärilsart som beskrevs av W. Warren 1899. Prasinocyma rubrimacula ingår i släktet Prasinocyma och familjen mätare. Inga underarter finns listade i Catalogue of Life.